# Orla Walsh
Orla Walsh (* 9. Mai 1989) ist eine irische Radsportlerin, die vorrangig Rennen auf der Bahn bestreitet.

## Sportlicher Werdegang
Orla Walsh begann mit dem Radsport erst im Alter von 27 Jahren. Später berichtete sie in einem Interview, dass sie bis dahin einen „ungesunden, exzessiven Lebensstil“ gepflegt habe: „Meine Wochenendaktivitäten bestanden aus Feiern mit Freunden, ich rauchte jeden Tag Zigaretten und machte absolut keinen Sport.“ 2015 suchte sie eine bequeme und billige Möglichkeit, zur Universität in Dublin zu gelangen und erhielt dafür von ihrem Vater ein altes Rennrad. Ein Jahr lang fuhr sie täglich 20 Kilometer, 2016 trat sie dem Dubliner Radsportverein Scott Orwell Wheelers Cycling Club bei. Im Jahr darauf startete sie erstmals bei irischen Bahn-Meisterschaften und stand 2017 und 2018 in verschiedenen Disziplinen auf dem Podium.
2019 wurde Walsh irische Meisterin im 500-Meter-Zeitfahren und 2020 im Sprint und im Zeitfahren. Ebenfalls 2019 startete sie bei den Bahneuropameisterschaften in Apeldoorn und belegte gemeinsam mit Mia Griffin, Alice Sharpe und Kelly Murphy in der Mannschaftsverfolgung Rang neun.

## Berufliches
Orla Walsh hat eine Ausbildung zum UX Designer absolviert und in diesem Beruf auch gearbeitet.

## Erfolge
2019
- Irische Meisterin – 500-Meter-Zeitfahren

2020
- Irische Meisterin – Sprint, 500-Meter-Zeitfahren

2021
- Irische Meisterin – Sprint, Keirin, 500-Meter-Zeitfahren

2022
- Irische Meisterin – Sprint, Keirin, 500-Meter-Zeitfahren

2023
- Irische Meisterin – Sprint, Keirin